# Championnat des îles Cook de football 2016
Navigation
Saison précédente Saison suivante
La saison 2016 du Championnat des îles Cook de football est la soixante-sixième édition du championnat de première division aux Îles Cook. Les sept meilleurs clubs de Roratanga sont regroupés au sein d'une poule unique, la Round Cup, où ils s'affrontent deux fois au cours de la saison. Il n’y a ni promotion, ni relégation en fin de saison.
C'est le Puaikura FC qui est sacré champion des îles Cook cette saison après avoir terminé en tête du classement final, avec dix points d'avance sur le Tupapa Maraerenga FC et le Takuvaine FC. C'est le quatrième titre de champion des îles Cook de l’histoire du club.

## Les clubs participants
- Nikao Sokattack FC
- Tupapa Maraerenga FC
- Puaikura FC
- Avatiu FC
- Takuvaine FC
- Matavera FC
- Titikaveka FC

## Compétition

### Classement
Le barème utilisé pour établir le classement est le suivant :
- Victoire : 3 points
- Match nul : 1 point
- Défaite : 0 point

| Rang | Équipe                | Pts | J  | G  | N | P  | Bp | Bc | Diff |
| ---- | --------------------- | --- | -- | -- | - | -- | -- | -- | ---- |
| 1    | Puaikura FCC          | 32  | 12 | 10 | 2 | 0  | 27 | 17 | +10  |
| 2    | Tupapa Maraerenga FCT | 22  | 12 | 7  | 1 | 4  | 32 | 20 | +12  |
| 3    | Takuvaine FC          | 22  | 12 | 6  | 4 | 2  | 34 | 24 | +10  |
| 4    | Nikao Sokattack FC    | 20  | 12 | 5  | 5 | 2  | 25 | 13 | +12  |
| 5    | Avatiu FC             | 14  | 12 | 4  | 2 | 6  | 18 | 38 | -20  |
| 6    | Titikaveka FC         | 4   | 12 | 1  | 1 | 10 | 21 | 48 | -27  |
| 7    | Matavera FC           | 4   | 12 | 1  | 1 | 10 | 7  | 34 | -27  |

|  | Qualification pour la Ligue des champions de l'OFC 2017     |
|  | T : Tenant du titre C : Vainqueur de la Coupe des îles Cook |

### Matchs
| Résultats (▼dom., ►ext.) | Ava | Mat | Nik | Pua  | Tak | Tit | Tup |
| Avatiu FC                |     | 2-0 | 0-7 | 0-4  | 3-2 | 2-1 | 2-5 |
| Matavera FC              | 1-1 |     | 0-1 | 0-3  | 2-3 | 1-0 | 1-2 |
| Nikao Sokattack FC       | 1-1 | 2-0 |     | 0-3  | 3-3 | 5-0 | 0-2 |
| Puaikura FC              | 4-0 | 3-1 | 0-0 |      | 6-2 | 8-3 | 5-2 |
| Takuvaine FC             | 6-2 | 4-1 | 1-1 | 1-1  |     | 3-0 | 2-1 |
| Titikaveka FC            | 4-5 | 4-0 | 2-4 | 0-11 | 3-3 |     | 3-4 |
| Tupapa Maraerenga FC     | 3-0 | 8-0 | 1-1 | 1-2  | 1-3 | 2-1 |     |

## Bilan de la saison
| Championnat des îles Cook de football 2016 |                        |
| Champion                                   | Puaikura FC (4e titre) |
| Coupes et trophées                         |                        |
| Vainqueur de la Coupe des îles Cook 2016   | Puaikura FC            |
| Qualifications continentales               |                        |
| Ligue des champions de l'OFC 2017          | Puaikura FC            |
| Promotions et relégations                  |                        |
| Promus en Round Cup                        | Aucun                  |
| Relégués                                   | Aucun                  |